# UEFA Europa League finalen 2014
UEFA Europa League finalen 2014 var en fodboldkamp der blev spillet 14. maj 2014. Kampen blev spillet foran 33.120 tilskuere på Juventus Stadium i italienske Torino, og skulle finde vinderen af UEFA Europa League 2013-14. Den var kulminationen på den 43. sæson i Europas næststørste klubturnering for hold arrangeret af UEFA, og den femte finale siden turneringen skiftede navn fra UEFA Cup til UEFA Europa League.
Spanske Sevilla FC vandt 4-2 over Benfica fra Portugal efter straffesparkskonkurrence, da både den ordinære og forlængede spilletid endte uden mål.
Kampen blev ledet af den tyske dommer Felix Brych.

## Spillested
UEFAs eksklusiv-komite bestemte på et møde den 20. marts 2012 i Istanbul, at Juventus Stadium i Torino skulle være vært for finalen. Stadionet har siden september 2011 været hjemmebane for fodboldklubben Juventus. Det er første gang at Torino skal huse en europæisk finale der skal afgøres på én kamp. De tre andre gange der har været europæiske finaler i byen, var når Juventus spillede UEFA Cup finaler, som den gang blev afgjort over to kampe.